# Dwight St. Hillaire
Dwight St. Hillaire (ur. 5 grudnia 1997) – trynidadzko-tobagijski lekkoatleta specjalizujący się w biegach sprinterskich.
Zdobył brązowy medal w sztafecie 4 × 400 metrów na igrzyskach panamerykańskich w 2019 w Limie. Zajął w tej konkurencji 8. miejsce na igrzyskach olimpijskich w 2020 w Tokio, 5. miejsce na mistrzostwach świata w 2022 w Eugene i zwyciężył na igrzyskach Wspólnoty Narodów w Birmingham. 

## Osiągnięcia
| Rok  | Impreza                     | Miejsce    | Konkurencja        | Lokata     | Wynik   |
| ---- | --------------------------- | ---------- | ------------------ | ---------- | ------- |
| 2016 | Mistrzostwa świata juniorów | Bydgoszcz  | sztafeta 4 × 400 m | 6. miejsce | 3:08,28 |
| 2019 | Igrzyska panamerykańskie    | Lima       | bieg na 400 m      | eliminacje | 46,04   |
| 2019 | Igrzyska panamerykańskie    | Lima       | sztafeta 4 × 400 m | 3. miejsce | 3:08,28 |
| 2021 | Igrzyska olimpijskie        | Tokio      | bieg na 400 m      | półfinał   | 45,58   |
| 2021 | Igrzyska olimpijskie        | Tokio      | sztafeta 4 × 400 m | 8. miejsce | 3:00,85 |
| 2022 | Mistrzostwa świata          | Eugene     | bieg na 400 m      | eliminacje | 46,60   |
| 2022 | Mistrzostwa świata          | Eugene     | sztafeta 4 × 400 m | 5. miejsce | 3:00,03 |
| 2022 | Igrzyska Wspólnoty Narodów  | Birmingham | bieg na 200 m      | półfinał   | 20,95   |
| 2022 | Igrzyska Wspólnoty Narodów  | Birmingham | sztafeta 4 × 400 m | 1. miejsce | 3:01,29 |

## Rekordy życiowe
Rekordy życiowe St. Hillaire:
- bieg na 200 metrów – 20,25 s (27 marca 2021, Columbia) / 20,24 s w (18 marca 2022, Orlando)
- bieg na 200 metrów (hala) – 20,73 s (20 stycznia 2018, Clemson)
- bieg na 400 metrów – 44,55 s (25 maja 2018, Tampa)
- bieg na 400 metrów (hala) – 45,64 s (12 lutego 2021, Clemson)